# ميلرزبورغ (كنتاكي)
ميلرزبورغ (بالإنجليزية: Millersburg, Kentucky)‏ هي مدينة تقع في مقاطعة بوربون، كنتاكي بولاية كنتاكي في وسط جنوب شرق الولايات المتحدة. تأسست عام 1817، تبلغ مساحة هذه المدينة 1.1 (كم²)، وترتفع عن سطح البحر 254 م، بلغ عدد سكانها 792 نسمة في عام 2010 حسب إحصاء مكتب تعداد الولايات المتحدة وتصل الكثافة السكانية فيها 746.6 نسمة/كم2.

## التركيبة السكانية
حدّد مكتب تعداد الولايات المتحدة بيانات التركيبة السكانية لميلرزبورغ في تعداد الولايات المتحدة. في ما يلي، التركيبة السكانية حسب تعدادي 2000 و2010.

### تعداد عام 2000
بلغ عدد سكان ميلرزبورغ 842 نسمة بحسب تعداد عام 2000، وبلغ عدد الأسر 356 أسرة وعدد العائلات 248 عائلة مقيمة في المدينة. في حين سجلت الكثافة السكانية 794.3 نسمة لكل كيلومتر مربع (2,057.2/ميل2). وبلغ عدد الوحدات السكنية 390 وحدة بمتوسط كثافة قدره 367.9 لكل كيلومتر مربع (952.9/ميل2).
وتوزع التركيب العرقي للمدينة بنسبة 94.66% من البيض و3.44% من الأمريكيين الأفارقة و0.83% من الأمريكيين الأصليين و0.59% من الأعراق الأخرى و0.48% من عرقين مختلطين أو أكثر و1.19% من الهسبانيون أو اللاتينيون من أي عرق.
بلغ عدد الأسر 356 أسرة كانت نسبة 32.9% منها لديها أطفال تحت سن الثامنة عشر تعيش معهم، وبلغت نسبة الأزواج القاطنين مع بعضهم البعض 50.8% من أصل المجموع الكلي للأسر، ونسبة 14.6% من الأسر كان لديها معيلات من الإناث دون وجود شريك، بينما كانت نسبة 4.2% من الأسر لديها معيلون من الذكور دون وجود شريكة وكانت نسبة 30.3% من غير العائلات. تألفت نسبة 26.7% من أصل جميع الأسر من عدة أفراد يعيشون في نفس المنزل ونسبة 11.8% كانت تتألف من شخص يعيش بمفرده يبلغ من العمر 65 عاماً أو أكثر. وبلغ متوسط حجم الأسرة المعيشية 2.37، أما متوسط حجم العائلات فبلغ 2.84.
بلغ العمر الوسطي للسكان 37.9 عاماً. وكانت نسبة 24% من القاطنين تحت سن الثامنة عشر، وكانت نسبة 8.4% بين الثامنة عشر والرابعة والعشرين عاماً، ونسبة 27% كانت واقعةً في الفئة العمرية ما بين الخامسة والعشرين والرابعة والأربعين عاماً، ونسبة 24.9% كانت ما بين الخامسة والأربعين والرابعة والستين، ونسبة 15.7% كانت ضمن فئة الخامسة والستين عاماً فما فوق. يوجد لكل 100 أنثى 91.8 ذكر، ويوجد لكل 100 أنثى في الثامنة عشر من عمرها فما فوق 92.8 ذكر.
بلغ متوسط دخل الأسرة في المدينة 25,500 دولارًا، أما متوسط دخل العائلة فبلغ 32,692 دولارًا. وكان متوسط دخل الذكور 29,861 دولارًا مقابل 18,333 دولارًا للإناث. وسجل دخل الفرد الخاص بالمدينة 13,906 دولارًا. وكانت نسبة 12.4% من العائلات ونسبة 15.7% من السكان تحت خط الفقر، وكان من هؤلاء نسبة 23% تحت سن الثامنة عشر ونسبة 11.6% في الخامسة والستين من العمر وما فوق.

### تعداد عام 2010
بلغ عدد سكان ميلرزبورغ 792 نسمة بحسب تعداد عام 2010، وبلغ عدد الأسر 308 أسرة وعدد العائلات 213 عائلة مقيمة في المدينة. في حين سجلت الكثافة السكانية 747.2 نسمة لكل كيلومتر مربع (1,935.2/ميل2). وبلغ عدد الوحدات السكنية 413 وحدة بمتوسط كثافة قدره 389.6 لكل كيلومتر مربع (1,009.1/ميل2).
وتوزع التركيب العرقي للمدينة بنسبة 93.69% من البيض و2.65% من الأمريكيين الأفارقة و3.03% من الأعراق الأخرى و0.63% من عرقين مختلطين أو أكثر و3.66% من الهسبانيون أو اللاتينيون من أي عرق.
بلغ عدد الأسر 308 أسرة كانت نسبة 30.8% منها لديها أطفال تحت سن الثامنة عشر تعيش معهم، وبلغت نسبة الأزواج القاطنين مع بعضهم البعض 46.8% من أصل المجموع الكلي للأسر، ونسبة 15.9% من الأسر كان لديها معيلات من الإناث دون وجود شريك، بينما كانت نسبة 6.5% من الأسر لديها معيلون من الذكور دون وجود شريكة وكانت نسبة 30.8% من غير العائلات. تألفت نسبة 23.7% من أصل جميع الأسر من عدة أفراد يعيشون في نفس المنزل ونسبة 10.1% كانت تتألف من شخص يعيش بمفرده يبلغ من العمر 65 عاماً أو أكثر. وبلغ متوسط حجم الأسرة المعيشية 2.56، أما متوسط حجم العائلات فبلغ 3.01.
بلغ العمر الوسطي للسكان 42.0 عاماً. وكانت نسبة 23.9% من القاطنين تحت سن الثامنة عشر، وكانت نسبة 8.3% بين الثامنة عشر والرابعة والعشرين عاماً، ونسبة 22.3% كانت واقعةً في الفئة العمرية ما بين الخامسة والعشرين والرابعة والأربعين عاماً، ونسبة 29.4% كانت ما بين الخامسة والأربعين والرابعة والستين، ونسبة 16% كانت ضمن فئة الخامسة والستين عاماً فما فوق. وتوزع التركيب الجنسي للسكان بنسبة 52.1% ذكور و47.9% إناث.

## أعلام
- بلانتون كولير
- جيم كيلي
- ديفيد مكدونالد

## وصلات خارجية
- www.millersburgky.com
- The US50 - Cities and Towns in Kentucky State